# Charles Yriarte
Charles Yriarte (París, 1832 — 1898) va ser un pintor i crític d'art francès.
Va ser deixeble de Constant-Dufeux i corresponsal a la Guerra d'Àfrica entre Espanya i el Marroc (1860). Allà va fer amistat amb Pedro Antonio de Alarcón, a qui il·lustrà el Diario de un testigo de la Guerra de África, i amb Marià Fortuny, sobre el qual va publicar una necrològica a la revista L'Art de París (1875) i posteriorment una biografia (1886). També va ser redactor en cap del Monde Illustré i conservador de les col·leccions de Richard Wallace. Publicà també, entre moltes altres, obres de divulgació artístiques com Goya, sa vie, son oeuvre (1867).